# Нобілі (титул)

Геральдична корона нобілі

Нобілі (скорочено Nob.) — італійський спадковий шляхетний титул, який за рангом нижче за барона; подібний до рангу баронета в Англії, фідальго в Португалії, або рітера в Німеччині. На відміну від вищих італійських титулів, які зазвичай називаються замість імені особи, нобілі використовується безпосередньо перед ім'ям і прізвищем.  Зазвичай у скороченій формі пишеться NH для чоловіків і ND для жінок.

## Історія
Слово «нобілі» походить від латинського «nobilis», що означає «шляхетний». Офіційне звернення «Ваша/Його Світлість» (Your/His Lordship).
Ранг нобілі інсував протягом століть, і використовувався для позначення титулованої шляхти (барон, граф), або їхніх спадкоємців. З часом, до 1800 року багато синьйорів на Сицилії та васалів у П'ємонті отримали титул баронів, тому виникла потреба розділити ці титули.
До створення Королівства Італія, Геральдичний суд Мілана (юридичний орган, уповноважений вирішувати питання щодо шляхетських титулів) присуджував і реєстрував термін нобілі як аристократичний титул, поки армія Наполеона не захопила землі Габсбургів. 
Після створення та офіційного проголошення Королівства Італія в 1861 році, існуюча Consulta Araldica, відтоді іменована як Італійська геральдична колегія, зафіксувала нобілі як найнижчий ранг в ієрархії італійських шляхетських титулів. Тепер нобілі визнавався як самостійний титул і шляхетський ранг в ієрархії, що вищій спадкового лицаря і нижчій за ранг барона. Цей стан був затверджений королівським указом від 8 травня 1870 року.
Титул був спадковим і поширювався також на дітей вищої аристократії, які не є первістками, а їх батьки мають титули, які можуть передаватися лише за порядком первородства. У цьому випадку син, який не є первістком, матиме право на титул «нобілі», а потім, за відповідних обставин, може мати титул, що належить первістку. Це правило стало новацією для Італії. Раніше для первістка, поки живий батько, використовували той самий батьківський титул, а для інших синів титул спадкового лицаря. Деякі родини, наділені багатьма вищими шляхетськими та феодальними титулами, відрізняли сина від батька титулом іншої вотчини того самого рангу.
Геральдична корона нобілі складається із золотого кола, прикрашеного дорогоцінними каменями, увінчаного 8 перлинами (5 з яких видно), або на ніжках, або безпосередньо на обідку. Гербовий щит нобілі увінчаний срібним шоломом, зображеним у виді збоку ¾ і увінчаним вже описаною короною. Зазвичай він зображається над щитом у повному геральдичному ранзі, пов’язаному з конкретним титулом нобілі.